# Товмасян Сурен Акопович
Сурен Акопович Товмасян (20 грудня 1909  (2 січня 1910) , Shinuhayrd, Кавказьке намісництво  — 10 лютого 1980 , Єреван ) — радянський партійний діяч, дипломат. Член ЦК КП(б) Вірменії у 1939—1962 роках, член Бюро ЦК КП Вірменії в 1953—1960 роках. Депутат Верховної Ради Вірменської РСР (1951—1963). Член ЦК КПРС у 1956—1961 роках. Депутат Верховної Ради СРСР 4—5-го скликань.

## Біографія
Народився в родині селянина-бідняка в селі Шинуайр Єлизаветпольської губернії (потім Горісського району). Закінчив початкову школу в селі Шинуайр.
- У 1926 році вступив до комсомолу. Працював робітником.
- Член ВКП(б) з 1930 року. Закінчив Єреванський робітничий факультет (1932) та Єреванський державний університет (1947, екстерном).
- лютий 1932–1934 — завідувач відділу культури й пропаганди Сісіанського районного комітету КП(б) Вірменії.
- 1934– червень 1935 — секретар парткому 1-ї Єреванської швейної фабрики.
- червень 1935– травень 1936 — слухач курсів марксизму-ленінізму при Закавказькому крайовому комітеті ВКП(б).
- вересень 1936– серпень 1937 — завідувач відділу культури й пропаганди Іджеванського районного комітету КП(б) Вірменії.
- серпень 1937– травень 1938 — інструктор відділу керівних партійних органів ЦК КП(б) Вірменії.
- травень 1938– квітень 1939 — 1-й секретар Кафанського районного комітету КП(б) Вірменії.
- квітень 1939–1941 — 1-й заступник народного комісара внутрішніх справ Вірменської РСР.
- серпень 1941– лютий 1942 — комісар, заступник начальника політичного відділу 136-ї стрілецької дивізії.
- лютий 1942– серпень 1946 — начальник політичного відділу 390-ї вірменської стрілецької дивізії, заступник командира 61-ї Нікопольської стрілецької дивізії з політичної частини.
- 1946– липень 1948 — заступник завідувача відділу тваринництва ЦК КП(б) Вірменії.
- липень 1948–1949 — секретар Єреванського міського комітету КП(б) Вірменії.
- 1949–1950 — слухач Курсів перепідготовки при ЦК ВКП(б) у Москві.
- 1950–1952 — секретар Єреванського міського комітету КП(б) Вірменії.
- 1952– квітень 1953 — 2-й секретар Єреванського окружного комітету КП(б).
- квітень — листопад 1953 — завідувач відділу адміністративних і торгово-фінансових органів ЦК КП Вірменії.
- 30 листопада 1953– 28 грудня 1960 — 1-й секретар ЦК КП Вірменії, член Бюро ЦК КП Вірменії.
- 10 квітня 1961– 7 вересня 1964 — Надзвичайний і повноважний посол СРСР у ДРВ.
- 1964–1965 — співробітник центрального апарату МЗС СРСР.
- 6 квітня 1965– 14 лютого 1970 — Надзвичайний і повноважний посол СРСР у Лівії.
- 1970 — співробітник центрального апарату МЗС СРСР.
- З 1970 року — персональний пенсіонер союзного значення.

## Нагороди
- Орден Леніна
- Орден Червоного Прапора
- Орден Вітчизняної війни I ступеня (двічі)
- Орден Вітчизняної війни II ступеня
- Орден Червоної Зірки
- Орден «Знак Пошани»
- Медаль «За трудову доблесть» (25.12.1959)